# 34162 Yegnesh
2000 QV27 (asteroide 34162) é um asteroide da cintura principal. Possui uma excentricidade de 0.04214710 e uma inclinação de 2.84557º.
Este asteroide foi descoberto no dia 24 de agosto de 2000 por LINEAR em Socorro.